# Cris Morena
María Cristina de Giácomi, mais conhecida pelo seu nome artístico Cris Morena, (Buenos Aires,  23 de agosto de 1956) é atriz, cantora, compositora, escritora, produtora e apresentadora argentina.
Trabalha na televisão argentina há mais de 20 anos e desde quando estreou o "game-show" Jugate Conmigo, se tornou uma das estrelas mais conhecidas daquele país. Após anos trabalhando para o canal argentino Telefe, Cris Morena criou a sua própria produtora: a Cris Morena Group em 2002. Atualmente, é uma das empresas mais respeitadas em sinônimo de criação e produção para TV no segmento de infantojuvenil no mundo.

## Biografia
Cris Morena é a terceira filha de quatro irmãos, seu pai foi engenheiro e sua mãe socióloga. Estudou em um colégio de freiras, o San Martín de Tours, localizado no bairro de Palermo (Buenos Aires) e na rua Figueroa Alcorta. No prédio aonde viveu a sua adolescência, era vizinha de um fotógrafo de uma importante revista que ofereceu trabalho de modelo, Cris aceitou e assim começou sua carreira.
Aos 17 anos fez seus trabalhos fotográficos e foi a capa do jeans Lee durante algum tempo. Mais tarde, foi selecionada para trabalhar no elenco de um programa para adolescentes: "Vol Tops". Ali conheceu seu primeiro marido, Gustavo Yankelevich, aos 21 anos, Cris se casou apenas no civil porque Gustavo é judeu e ela católica. Estiveram juntos durante 24 anos e em pouco tempo de casados, Cris ficou grávida de Romina Yan e anos depois de Tomás Yankelevich. Quando teve seus filhos, Cris decidiu se retirar do lado artístico para cuidar de sua família. Mais tarde, Cris começou a atuar em teatros maiores, como o Payró. Também trabalhou em sua primeira novela de Gerardo Romano chamada "Dulce Fugitiva". Nessa novela ela interpretou a personagem: Laura Morena, que fez grande sucesso à época, é daí que vem seu nome artístico - "Cris Morena", pois o roteirista da novela, Carlos Lozano Dana, disse-lhe que seu sobrenome "de Giácomi", era difícil de ser lembrado pelo grande público, por isso ela optou por tomar para si o nome de sua personagem.

### A compositora
Em 1980, começou sua carreira profissional como compositora musical, depois de ter estudado música e piano. Carlos Moreno propôs que seus poemas fossem transformados em canções, então Cris fez o exame para entrar no SADAIC, e hoje é a compositora que mais vende na Argentina, juntamente com seu companheiro, Carlos Nilson. Dentre os artistas mais conhecidos para os quais Cris compôs estão: Silvana Di Lorenzo, Sergio Denis, Cae, Sandra Mihanovich, Xuxa, Flavia Palmiero, Milady e Michel, e mais notavelmente para os programas de televisão: Ritmo de la Noche, Mi família es un Dibujo, Brigada Cola, Indiscreciones, e também para as suas próprias produções: Jugate Conmigo, Verano del '98, Chiquititas, Cebollitas, Rebelde Way, Rincón de Luz, entre outros. Esta é a fase de Cris que poucos conhecem, mas uma das mais importantes, já que faz isso desde menina e não só escrevia canções, mas também poemas, histórias e peças de teatro. Atualmente, estão registradas mais de 300 músicas em seu nome e no ano de 1999 editou seu primeiro livro de canções chamado "Canciones de Cris para personas Chiquititas", da Editorial Sudamericana.
Sua carreira como atriz deslanchou por algum tempo durante uma das inúmeras recessões argentinas. Quando Cris ainda era casada com Gustavo, decidiu se tornar estilista, desenhando roupas para crianças. Logo as coisas começaram a melhorar e Cris voltou a atuar, fazendo 3 filmes dirigidos por Enrique Carreras. Também interpretou a ascensorista do programa humorístico "Mesa de Notícias", o que a consagrou como comediante. Junto com Nito Artaza, apresentou um programa para crianças na cidade de Córdoba e em 1990 foi namorada de Carlín Calvo em "Amigos son los Amigos".

### A apresentadora
Mas, o melhor momento profissional veio em 3 de junho de 1991. Neste dia estreou o programa Jugate Conmigo, que foi inspirado pela produção da Nickeloden, Double Dare. Além de apresentadora, Cris assumiu a função de produtora executiva do programa. Com este programa, ela esteve durante quatro anos em primeiro lugar na audiência, pela Telefe, tendo sido produzidos mais de 700 programas e ganhando um prêmio Martín Fierro - a versão argentina do Troféu Imprensa e dos Globos de Ouro. Depois de Jugate, passou a produzir também seus próprios discos e com isto obteve vários discos de ouro e platina, chegando a vender mais de 500.000 discos. Nas férias de inverno dos anos de 92 a 94, Cris levou o Jugate Conmigo para o Estadio Obras Sanitárias e ao Teatro Gran Rex, respectivamente, com um sucesso impressionante. Em 1993, voltou a atuar, desta vez como protagonista da novela "Quereme", juntamente com Juan Palomino e o elenco do programa Jugate. Quando o programa Jugate Conmigo terminou, idealizou, produziu e apresentou um novo desafio, Jugate Con Todo, que era exibido aos domingos à noite e era focado em um público diferente do habitual. O programa foi um fracasso e foi produzida apenas uma temporada de 20 programas.

### A produtora
Em 16 de agosto de 1995, estreou o seu maior sucesso, a telenovela "Chiquititas", que foi protagonizada por sua filha Romina Yan nas três primeiras temporadas. Este seria uma divisor de águas em sua carreira. Ao contrário de suas produções anteriores, esta era dedicada ao mundo infantil, um mundo de sonhos e esperanças, onde tudo é possível e foi inspirada, em parte, por musicais hollywoodianos e da Broadway, como Annie, A Noviça Rebelde e Cantando na Chuva. Imediatamente, a novela se tornou o maior produto de importação da história da televisão argentina. Seguindo as suas inspirações, Cris decidiu levar a novela para o teatro em espetáculos musicais de grande porte. Durante sete anos, mais de 1,2 milhão de pessoas assistiram aos musicais. Além disso, compôs todos os temas musicais do programa, tendo recebido vários discos de platina.
O fenômeno Chiquititas, se estendeu para muitos países de toda a América Latina, como Chile, Uruguai, Paraguai, Equador e o Peru, além de países europeus e do Oriente Médio, como a Turquia e Israel. O sucesso da novela foi tão grande que foram produzidas duas adaptações para o Brasil (feitas pelo SBT, a primeira em 1997 e a segunda em 2013), e uma para o México. Ambas foram produzidas na Argentina, mas com elenco de seus respectivos países. A primeira versão brasileira foi um sucesso instantâneo e durou 5 anos, batendo diversos recordes de audiência e de vendagem de discos, enquanto que a versão mexicana, produzida em 1998 pela TV Azteca, foi um fracasso.

#### No Brasil
Seguindo o mesmo passo, em 28 de julho de 1997, numa coprodução inédita o SBT e Telefe, estrearam em rede nacional (às 20 horas) "Chiquititas", versão brasileira da trama, estrelada por atores brasileiros. A novela estreava depois do infantil "Disney Club", antes da novela adulta "Os Ossos do Barão" (produção do SBT) e estreava no lugar de "Maria do Bairro" (Maria la del Barrio), que era a conclusão da "Trilogia das Marias" da Televisa.
Na época, durante a coletiva de imprensa, o diretor artístico da emissora, Nilton Travesso, disse à imprensa que não acreditava que a versão brasileira da trama de Cris Morena duraria muito tempo no ar como a versão argentina, que já estava a um ano e meio no ar, e disse também que esperava cerca de 10 pontos de audiência. Em seis meses, as previsões foram água abaixo. A primeira versão brasileira de Chiquititas, versão brasileira, estreou com picos de 18 pontos e média cerca de 15 durante a primeira temporada, números dados do IBOPE.
Por questões contratuais, a produção foi terceirizada e o elenco brasileiro se mudou para a Argentina (apesar de que a maioria das cenas externas e videoclipes foram gravadas em São Paulo). Para Cris, esta produção é marcante, pois Chiquititas foi o começo da internacionalização de sua produtora. Para a emissora, a trama trouxe resultados impressionantes. Em 1997, o SBT registrou um aumento de mais três milhões de espectadores em relação ao ano anterior. O mesmo sucesso que a trama teve na Argentina se refletiu em uma escala muito maior no Brasil, resultando em uma trama que durou cinco temporadas. Com isso, Chiquititas se tornou uma das maiores tramas da teledramaturgia brasileira, recorde que não é considerado oficial devido ao fato de que a trama não teve uma exibição contínua durante a sua duração.
Três meses depois da estreia de Chiquititas, Cris Morena lançava a trilha sonora em CD da novela, com versões em português de algumas canções interpretadas na primeira temporada argentina. As canções foram adaptadas por Caion Gadia. O CD imediatamente se tornou um sucesso de vendas, à frente de fenômenos brasileiros na época como o grupo de axé É o Tchan e os sertanejos Zezé di Camargo & Luciano e João Paulo & Daniel.
Em novembro de 1997, o elenco de Chiquititas retornou ao Brasil pela primeira vez desde o início da trama. A função do retorno de parte do elenco era participar do programa Domingo Legal, que estava no ápice da guerra de audiência com o Domingão do Faustão, transmitido pela Rede Globo. No dia 3 de novembro de 1997, com o programa sendo então apresentado por Gugu Liberato, na mesma hora em que o elenco de Chiquititas estava se apresentando no SBT, no programa da Rede Globo entrava o grupo É o Tchan!, que estava lançando o seu segundo álbum. O pico da audiência foi de 27 pontos, justamente na hora em que o fenômeno de Cris Morena entrou no ar. Semanas depois, o então apresentador do Domingo Legal foi até Buenos Aires para entrevistar o elenco e conhecer a rotina do elenco.
Tanto a versão argentina como a brasileira tiveram um merchandising que vendeu como água, composto por álbuns de figurinhas, revista (que teve uma tiragem de 5 anos) e uma inúmera gama de produtos licenciados que ia de reproduções dos uniformes usados no orfanato, passando por material escolar, alimentos e brinquedos, todos sob supervisão de Cris Morena. Um dos casos mais impressionantes do fenômeno Chiquititas aconteceu em Israel, onde o programa se transformou em uma adaptação local das peças teatrais, mas com um elenco local, durando 8 meses. Em 1998, no Brasil, a convocatória de testes para a renovação do elenco da trama praticamente parou as afiliadas do SBT, onde milhares de crianças fizeram os testes, causando uma grande repercussão na mídia nacional
No mesmo ano, seguindo o sucesso no Brasil e Argentina, o México também estreou a sua versão nacional de Chiquititas, mas não obteve o mesmo sucesso, pois era exibida na recém-inaugurada TV Azteca, e concorria com a noela "O Diário de Daniela". A versão mexicana também foi gravada em Buenos Aires. Apesar do fracasso, da trama saiu o ator Felipe Colombo. O ator trabalhou na versão mexicana e acabou indo para a versão original, se instalando assim por definitivo na Argentina. Posteriormente, Felipe trabalharia novamente com Cris em Rebelde Way.
Em 2005, a Band adquire os direitos de Floricienta para fazer um remake intitulado Floribella. A versão brasileira seguiu o texto das duas temporadas da versão argentina, pois a própria Cris Morena traduziu os textos. Tal como a versão argentina, a trama foi um sucesso imediato e registrou audiências espetaculares para a emissora. Em apenas um mês de exibição, mais de 1 milhão de itens com a marca da novela foram vendidos.
Em 2010, outra obra de Cris Morena é exibida no Brasil, desta vez "Casi Ángeles", pela Bandeirantes. A emissora optou por transmitir a segunda e a terceira temporada da trama, a segunda com uma audiência extraordinária para a emissora. Entretanto, a terceira foi um fracasso, resultado de diversos cortes que foram feitos pela emissora, respeitando a classificação indicativa estabelecida pelo Ministério da Justiça. Para promover a trama, a banda Teenangels, derivada da trama, visitou o país e gravou a versão em português de três músicas da trilha sonora original. Todas as cópias disponíveis do CD foram vendidas em apenas um mês.
No ano seguinte, cinco anos após o final do fenômeno mexicano Rebelde, a RecordTV, em parceria com a Televisa, RGB e o Cris Morena Group, decidiram produzir a versão brasileira da trama (que ficou internacionalmente conhecida como Rebelde Rio!). Este foi o primeiro trabalho de sua produtora em que Cris não estava envolvida de forma alguma, apesar da própria ter coescrito a faixa "Você É o Melhor pra Mim" do álbum de estreia homônimo de Rebeldes, grupo musical que saiu da trama para a vida real. Na época, Cris enfrentava um período de luto, devido ao falecimento abrupto de sua filha Romina, vítima de mal súbito.

### "Verano" e novos sucessos
Em fevereiro de 1998, Cris produziu a novela para adolescentes "Verano Del '98", mas na segunda temporada ela optou por terceirizar a produção, junto com todo merchandising da novela. Esta novela seria produzida no Brasil, após a primeira troca de elenco de Chiquititas, e seria protagonizada por Fernanda Souza - a Mili (assim como na Argentina foi protagonizada por Augustina Cherri, que interpretou o mesmo personagem). Porém, por motivos desconhecidos, o SBT abortou a produção.
Voltando à sua vida familiar, Cris foi avó pela primeira vez em 6 de fevereiro de 2000, de Franco Giordano, o filho de Romina Yan. Ao final de 1998, Romina decidiu deixar Chiquititas, porém optou por participar do único filme da franquia: Chiquititas, rincón de luz, que estreou em 16 de junho de 2000 em todas as salas do Unicenter Shopping em Buenos Aires e, no dia seguinte, o filme foi lançado em diversas salas de cinema da Argentina. Obviamente, tudo foi pensado e produzido por Cris Morena. Ao mesmo tempo,foi lançado um livro em que o processo de produção do filme e dos bastidores foram relatados. Além disso, realizou a direção artística do "El libro gordo de Petete", um interprograma de 2 minutos que era exibido durante os comerciais da Telefe ao final de 1999 e no começo de 2000, com a apresentação de Guillermina Valdez.

### A crise com a Telefe
A virada do século foi muito difícil para Cris, tanto no pessoal quanto no profissional, pois a Telefe estava sobre o comando do novo presidente da emissora, Cláudio Villarruel, que decidiu mudar os rumos de Chiquititas, decisão que foi tomada sem a consulta de Cris. A emissora decidiu criar um clube de amigos do programa cobrando 40 pesos por mês, naquilo que seria uma mudança de rumos da trama. Aquilo que pretendia ser uma inovação se tornou um fracasso gigantesco. A Crise econômica da Argentina, que começou em 1998, se aprofundou de maneira gigantesca, forçando a redução do orçamento de produção da novela. Chiquititas deixou o formato telenovela para assumir o formato de série, sendo exibida apenas uma vez por semana, aos domingos. Depois de tensas reuniões e a falta de consenso, Cris apresentou sua carta de demissão da emissora, após 10 anos de dedicação exclusiva.Com isso, Cris perdeu os direitos da marca Chiquititas", mesmo sendo uma ideia original dela. Mas, como o nome do programa foi registrado pela emissora, exatamente no período em que Gustavo Yankelevich (seu primeiro marido) era o diretor geral do canal, Cris decidiu fazer uma temporada especial reunindo todos os atores que participaram da trama durante as 7 temporadas em que esteve no ar.
No lado pessoal, Cris Morena conheceu seu segundo marido, Victor Bo, com o qual está casada há mais de 10 anos. Por outro lado, Cris encerrou as apresentações de Chiquititas no Teatro Gran Rex, além da produção dos shows do grupo derivados da versão argentina do programa Popstars "Bandana", que durou de dezembro de 2001 a março de 2002.

## Cris Morena Group
Sua resposta foi a ida para o Canal 9, que queria tê-la em sua programação em 2002. Com a criação de sua própria produtora no mês de abril, a "Cris Morena Group" e inspirada na novela espanhola "Compañeros", Cris Morena produziu o sucesso "Rebelde Way". Em uma co-produção com Yair Dori International (uma produtora israelense), Rebelde Way estreou em 25 de maio de 2002, no seu início foi extremamente criticada por uma parte da sociedade, por mostrar histórias de corrupção entre poderosos, as relações dos pais com seus filhos, drogas, sexo e bulimia entre jovens ricos da alta sociedade. Apesar de tudo, Rebelde Way seguiu adiante com uma audiência média de 14 pontos diários, algo estrondoso para um canal pequeno, rivalizando com a gigante Telefe e chegando ao teatro Gran Rex com um show lotado de jovens por causa de sua banda criada na trama chamada "Erreway", integrada por 4 jovens do elenco: Felipe Colombo, Camila Bordonaba, Benjamín Rojas e Luisana Lopilato. Erreway lançou seu primeiro CD "Señales", vendendo mais de 80.000 discos na primeira semana de lançamento.
No dia 11 de agosto, eles se apresentaram no Centro Comercial Abasto com um mini-show e uma tarde de autógrafos, novamente lotada. No verão de 2003, os atores estiveram em sua primeira visita a Israel. Além disso, o programa ganhou novas versões pelo mundo e foi um sucesso em todos os países que foi transmitido.
Ainda no mesmo ano, Cris foi convidada a ser diretora artística do então bloco do Disney Channel, "Playhouse Disney" (sendo os programas produzidos entre a RGB e Walt Disney), cujos apresentadores eram sua filha Romina Yan e Omar Calicchio. Para este programa, Cris reeditou 50 canções, entre eles vários temas de Chiquititas, além da música "Pipi papá", sucesso do final dos anos 80 na Argentina. O programa se tornou um dos maiores sucessos do canal Disney Channel e ganhou versões locais no Brasil, Alemanha, França, Estados Unidos, Reino Unido e Itália. No fim de 2002, nasce seu segundo neto, filho de Romina.

### O segundo trabalho: "Rincón de Luz"
Em 2003, Cris Morena lança "Rincón de Luz", uma espécie de continuação de Chiquititas. A cantora Soledad Pastorutti protagonizou a história junto com Guido Kaczka (que trabalhou em Chiquititas de 1995 a 1998), Juan Ponce de León, Melina Petriela e Alejandra Darín. A eles se juntaram alguns ex-chiquititos e um novo elenco de crianças foi escolhido. A novela foi ao ar no dia 6 de janeiro pelo Canal 9, às 18 horas, e foi um fracasso, tendo que mudar de horário para as 11 horas da manhã. Foi lançado um CD com 12 músicas compostas por Cris e Rocky Nilson. O Erreway continuou a fazer sucesso com uma agenda lotada de shows e praticamente todos registraram públicos com mais de 10 mil pagantes em sua turnê pela América Latina. Em abril, o Erreway foi para Israel realizar 10 shows com mais de 10 mil espectadores, lotando a Nokia Arena em Tel Aviv. Em dezembro/2003, a novela chegou ao fim, já sendo exibida pelo América TV, mas um projeto cinematográfico começou a ser realizado, o filme "Erreway: 4 Caminos", em co-produção com RGB, que estreou em 1 de julho de 2004.
No fim de 2003, Cris começou a pré-produção do remake de "Jugate Conmigo", mas sem sua apresentação. Um programa com alto nível de produção e grande criatividade na realização de jogos, mas por causa da recessão que o país enfrentava no momento, não pode ser realizado naquele ano.

### "Floricienta"
Em 2004, Cris chegou ao Canal 13 com uma nova trama. Idealizada e produzida por Cris e uma coprodução com a RGB, "Floricienta" se tornou um grande sucesso, protagonizado por Florencia Bertotti e Juan Gil Navarro na primeira temporada, e Fabio Di Tomasso assumindo o posto de protagonista masculino na segunda. A novela foi um sucesso inesperado, principalmente pelo fato do canal ser pequeno, com uma grande venda de merchandising e ingressos de seus shows. No mesmo ano, Pedro Damían se interessa pelo sucesso de Rebelde Way e decide fazer a versão mexicana pela Televisa. "Rebelde" estreia e se torna um grande fenômeno, tendo destaque nos Estados Unidos e no Brasil. Da novela surge a banda RBD, composta por 6 integrantes da novela.

### "Amor Mío" e a versão brasileira de "Floricienta"
Cris fez as pazes com a Telefé em 2005, produzindo sua primeira sitcom com sua filha Romina Yan e Damián De Santo. "Amor Mío" foi exibido com um grande sucesso às 21 horas e foi dirigido pelo seu filho Tomás Yankelevich. Foi vendida e adaptada para México numa produção nacional. Com a exibição da segunda temporada de Floricienta, a sucursal da RGB no Brasil decidiu produzir a versão brasileira da trama. "Floribella" estreou em abril de 2005, às 20 horas, pela TV Bandeirantes, tendo como protagonista a atriz Juliana Silveira, o que aumentou a audiência da TV Bandeirantes em 50% e tornou-se um grande sucesso entre as crianças. Neste mesmo ano, a Telefe vende os direitos de Rebelde Way para Índia e assim nasce "Remix".

### "Chiquititas", de cara nova
Em 2006, Cris Morena e a Telefé se reaproximam e a temporada comemorativa de 10 anos de Chiquititas é produzida: com novos protagonistas e dois atores que trabalharam em temporadas anteriores. "Chiquititas 2006", protagonizada desta vez por Jorgelina Aruzzi, foi ao ar pela Telefe às 19 horas.

### "Alma Pirata"
Em 2007, na Telefe, Cris estreia a trama "Alma Pirata", protagonizada por Luisana Lopilato, Benjamín Rojas, Isabel Macedo, Mariano Martínez, Fabián Mazei e Elsa Pinilla. Alma Pirata é uma superprodução cheias de aventuras que foi transmitida às 21h e resultou na produção de seis CDs. A nível internacional, Cris recusa uma proposta da Televisa para uma temporada extra de Rebelde. O produtor Pedro Damián decide esticar a segunda temporada de Rebelde Way em mais uma, tendo assim, 3 temporadas da novela Rebelde, que termina em junho de 2006. No Brasil entra no ar a segunda temporada de Floribella. Estreia a versão portuguesa de Floricienta, também chamada de Floribella. A novela foi um dos maiores sucessos dos últimos anos em Portugal.

### "Casi Ángeles"
Em 21 de março de 2007, o canal argentino Telefe exibiu o primeiro capítulo da novela infanto-juvenil que se tornaria um grande sucesso em diversos países do mundo: Casi Ángeles. A trama levava a assinatura de Cris Morena, e, embora não tenha logrado a mesma repercussão internacional que suas precursoras, ficou marcada pela proposta vanguardista e diferenciada com que se inseriu no contexto algo repetitivo dos folhetins voltados ao público adolescente. A princípio, Casi Ángeles foi concebida como uma homenagem à trajetória da própria Cris Morena. Longe de querer inovar, a premissa da história combinava elementos marcantes de trabalhos anteriores da produtora ao longo de seus 12 anos de carreira. No entanto, o excesso de déjàvus, ao invés de despertar nostalgia no público, acabou cansando-o. Com a audiência surpreendentemente baixa, Cris Morena e sua equipe tiveram que rebolar para atrair a atenção da audiência. Mudanças significativas foram realizadas: o humor lúdico e exagerado e as historinhas mais inocentes deram lugar a uma abordagem mais ágil e dramática, com direitos a inúmeras sequências de ação e violência. Fugia completamente à proposta inicial, mas, ainda assim, surtiu efeito nos números do Ibope, que começaram a responder. Não obstante, Casi Ángeles só se tornaria de fato um fenômeno de popularidade, tal qual outras obras de Cris Morena, a partir da segunda temporada, que foi ao ar em 2008. A produtora e seu roteirista de cabeceira, Leandro Calderone, equilibraram melhor as sequências de violência com as de drama e comédia, com direito a alguns toques de suspense e até mesmo terror. Além disso, a nova temporada vinha carregada de referências a séries muito em voga na época, como Heroes, Supernatural e Lost. Ou seja: algo completamente diferente de tudo o que Cris Morena já havia produzido antes. Iniciava ali a ficção científica de Cris Morena. A crítica aplaudiu, o público também, e Casi Ángeles se tornou um fenômeno de popularidade, permanecendo no ar até 2010, quando encerrou sua quarta e última temporada. Assim como em Rebelde, onde a banda RBD saltou da ficção para a realidade e foi um hit entre os adolescentes, Casi Ángeles deu origem à banda Teen Angels, formada pelos cinco protagonistas jovens da história: Mariana Espósito, Peter Lanzani, Eugenia Suárez, Gastón Dalmau e Nicolás Riera.

### "Bella y Bestia"
Em 2008, produziu B&B (Bella y Bestia), uma comédia que contou com os mesmos protagonistas de Amor mío. Para o mercado internacional, Cris Morena co-produziu juntamente com a Televisa "Lola, érase una vez", versão mexicana de Floricienta e a segunda temporada de Amor mío (México).

### "Jake & Blake e a morte de Romina Yan"
Em 2009, Cris criou uma série para o Disney Channel, Jake & Blake, que teve duas versões, uma para a América Hispânica, e outra para o Disney Channel mundial. Além de produzir uma terceira temporada de Casi ángeles, Cris também produziu a versão argentina do musical "O despertar da primavera".
Em dezembro de 2010, logo após a morte de sua filha Romina Yan, Cris decidiu se afastar da mídia por tempo indeterminado e fechar sua produtora Cris Morena Group.

### Retorno a mídia
Em julho de 2011, estreou Super Torpe, uma ideia original de Cris Morena que estava engavetada a alguns anos e foi produzida por seu filho Tomás Yankelevich. Neste ano também estreou Atrapados, uma série de internet também engavetada há alguns anos e também dirigida por Tomás. Cris voltou oficialmente a produzir em 2013, com a serie "Aliados", grande sucesso na Argentina de 2013 a 2014 contando com 2 temporadas.

### "Aliados"
Após dois anos de hiato, Cris retorna àa Telefe com sua nova série de televisão, "Aliados", que começou em 26 de Junho de 2013 e terminou em 3 de Agosto de 2014 com 2 temporadas e uma alta tecnologia. A série conta a história de 6 jovens que terão a missão de salvar o mundo, porém antes eles terão que aprender a vencer obstáculos, por isso são enviados 6 seres de luz com a missão de ser Aliados desses jovens até o fim! Na 2ª temporada, os 6 jovens terão que ser Aliados dos seres de luz para salvar o mundo que está prestes a acabar. Apesar da temática claramente espírita, a obra reunia elementos similares aos que fizeram sucesso em Quase Anjos, mas não logrou a mesma repercussão de seu precursor e teve um sucesso considerável.

### No mundo
Junto com a onda de sucesso de Floricienta, nascem outras "irmãs", as versões de Colômbia, Chile e México, que ganha o nome de Lola e tem a produção de Pedro Damián.
De olho em novos sucessos em seu país, a empresária Cris Morena lança em 2007, Casi Ángeles, protagonizado por Nicolás Vázquez, Emilia Attias, Mariano Torre, Mariana Esposito, Juan Pedro Lanzani, Nicolás Riera, Gastón Dalmau e María Eugenia Suárez. Transmitido pela Telefe, Casi Ángeles leva a história de uma acrobata/bailarina de circo chamada Cielo Magico/Ángeles Inchausti, que, após deixar seu ofício, chega até uma instituição onde vivem crianças e jovens chamada Fundação Bartolomeu Bedoya Aguero aonde se torna empregada. Junto com o seu talento e seu carisma, a personagem vivida por Emilia Attias, descobrirá que em cada criança existe uma magia e vontade de ser feliz. Ela se apaixona por um Arqueólogo, vivido por Nicolás Vázquez chamado Nicolas Bauer e juntando todos os elementos básicos das tramas de Cris: Música, Dança e Magia, Casi Ángeles foi um dos grandes sucessos lançados por ela. Durante os meses de Junho e Julho, o teatro Gran Rex foi preparado especialmente para uma série de shows da banda da novela, Teen Angels. As músicas da banda foram as mais pedidas nas principais rádios da Argentina.
Enquanto isso, no Brasil, uma surpresa está sendo a exibição da sexta temporada da versão argentina de Chiquititas. A sexta temporada, transmitida na Argentina em 2000, foi exibida na faixa nobre do SBT. E em Portugal, Floribella chega a segunda temporada competindo em audiência com as grandes produções brasileiras. A novela Casi Ángeles foi exibida no Brasil pela Bandeirantes.
No ano de 2011, a Rede Record em parceria com a Televisa decide fazer o remake brasileiro de Rebelde Way este por sua vez, teria influências também do texto mexicano Rebelde.

## Carreira

### Filmografia
| Ano  | Título                          | Personagem |
| ---- | ------------------------------- | ---------- |
| 1980 | Romina                          | Viveka     |
| 1984 | Mesa de Noticias                | Cris       |
| 1986 | Los Colimbas se Divierten       |            |
| 1986 | Rambito y Rambón Primera Misión |            |
| 1987 | Los Colimbas al Ataque          |            |
| 1988 | Ella Contra Mí                  | Norma      |
| 1989 | Amigos Son los Amigos           | Cris       |
| 1994 | Quereme                         | Paula      |

| Ano  | Título             | Notas            |
| ---- | ------------------ | ---------------- |
| 1995 | Chiquititas        | Autora Principal |
| 1996 | Cebollitas         | Autora Principal |
| 1997 | Chiquititas Brasil | Colaboração      |
| 1998 | Chiquititas México | Colaboração      |
| 1998 | Verano Del '98     | Autora Principal |
| 2002 | Rebelde Way        | Autora Principal |
| 2003 | Rincón de Luz      | Autora Principal |
| 2004 | Floricienta        | Autora Principal |
| 2005 | Amor Mío           | Autora Principal |
| 2006 | Alma Pirata        | Autora Principal |
| 2007 | Casi Ángeles       | Autora Principal |
| 2008 | B&B                | Autora Principal |
| 2009 | Jake & Blake       | Autora Principal |
| 2013 | Aliados (seriado)  | Autora Principal |

| Ano  | Título                     |
| ---- | -------------------------- |
| 2000 | Chiquititas: Rincón de Luz |
| 2004 | Erreway: 4 caminos         |

## Adaptações
Chiquititas
| Ano  | Título      | Emissora  | País     |
| 1997 | Chiquititas | SBT       | Brasil   |
| 1998 | Chiquititas | TV Azteca | México   |
| 2007 | Chiquititas | Kanal D   | Roménia  |
| 2007 | Chiquititas | SIC       | Portugal |
| 2013 | Chiquititas | SBT       | Brasil   |

Rebelde Way
| Ano  | Título          | Emissora | País     |
| 2004 | Rebelde         | Televisa | México   |
| 2004 | Remix           | Star One | Índia    |
| 2008 | Rebelde Way     | SIC      | Portugal |
| 2009 | Corazón Rebelde | Canal 13 | Chile    |
| 2011 | Rebelde         | RecordTV | Brasil   |
| 2022 | Rebelde         | Netflix  | México   |

Floricienta
| Ano  | Título                        | Emissora          | País     |
| 2005 | Floribella                    | Rede Bandeirantes | Brasil   |
| 2006 | Floribella                    | SIC               | Portugal |
| 2006 | Floricienta                   | Canal RCN         | Colômbia |
| 2006 | Floribella, un Amor de Verdad | TVN               | Chile    |
| 2007 | Lola, Érase una Vez           | Televisa          | México   |

Amor Mío
| Ano  | Título   | Emissora | País   |
| 2006 | Amor Mío | Televisa | México |

Verano del '98
| Ano  | Título           | Emissora | País   |
| 2009 | Verano de Amor   | Televisa | México |
| 2011 | Sueños de Verano | TVN      | Panamá |